# Adelita Domingo
Adela Domingo Carmona (Sevilla, 21 de abril de 1930-ibídem, 30 de julio de 2012), fue una pianista y maestra de cante y baile española, conocida popularmente como Adelita Domingo.

## Biografía
Adela Domingo Carmona nació en Sevilla, en el antiguo Teatro San Fernando de esta ciudad, donde su padre trabajaba como conserje. Allí se crio y se hizo artista, aunque nunca llegó a actuar ni bailar en público, permaneciendo en un segundo plano mientras enseñaba a jóvenes talentos. Hizo la carrera de piano en el Conservatorio de Sevilla con tan sólo diecisiete años. Tenía su casa y su academia en la Alameda de Hércules y por ella pasaron artistas destacadas de la copla como Rocío Jurado, Isabel Pantoja , Encarnita Polo o Lolita Arispón, y las bailarinas Cristina Hoyos, Merche Esmeralda y Milagros Mengíbar, entre otras.

## Reconocimientos
Por sus méritos como mujer dedicada a la enseñanza de la música, le fueron otorgadas en vida diversas distinciones y reconocimientos, entre los que destacan la medalla que recibió en el año 2007 de la ciudad de Sevilla de manos de su entonces alcalde Alfredo Sánchez Monteseirín, y la Medalla de Andalucía que se le concedió en 2009. Además, en 2001 fue galardonada con el Premio a la Mujer sevillana 2001. 